# Sydney és Max
A Sydney és Max (eredeti cím: Sydney to the Max) 2019 és 2021 között vetített amerikai televíziós vígjátéksorozat, amelynek alkotója Mark Reisman. A főbb szerepekben Ruth Righi, Ava Kolker, Jackson Dollinger, Christian J. Simon, Ian Reed Kesler és Caroline Rhea látható.
Amerikában 2019. január 25-én, Magyarországon 2020. február 24-én mutatta be a Disney Channel.

## Ismertető
Sydney Reynolds egy 12 éves lány, aki Portland-ben él apjával, Max-szel és nagymamájával, Judy-val. A legjobb barátnőjével, Olive-val általános iskolába járnak. Közben 1992-ben a 12 éves Max és barátja, Leo, a bevásárlóközpont árkádjában dolgoznak.

## Szereplők

### Főszereplők
| Szereplő                 | Színész            | Magyar hang     |
| ------------------------ | ------------------ | --------------- |
| Sydney Reynolds          | Ruth Righi         | Kobela Kira     |
| Olive                    | Ava Kolker         | Mayer Szonja    |
| Max Reynolds gyerekként  | Jackson Dollinger  | Sándor Barnabás |
| Leo                      | Christian J. Simon | Molnár Olivér   |
| Max Reynolds felnőttként | Ian Reed Kesler    | Czvetkó Sándor  |
| Judy                     | Caroline Rhea      | Kocsis Mariann  |

### Mellékszereplők
| Szereplő        | Színész             | Magyar hang                                  |
| --------------- | ------------------- | -------------------------------------------- |
| Willis edző     | Ransford Doherty    | Hám Bertalan                                 |
| Leo felnőttként | Winston A. Marshall | Varga Rókus                                  |
| Robyn           | Symera Jackson      | Szűcs Anna Viola                             |
| Alisha fiatalon | Cassidey Fralin     | Gyarmati Laura                               |
| Doug Reynolds   | Thomas F. Wilson    | Vass Gábor (2. évad) Forgács Gábor (3. évad) |

### Magyar változat
- Felolvasó: Endrédi Máté
- Magyar szöveg: Jánosi Emese
- Hangmérnök: Weichinger Kálmán
- Vágó: Pilipár Éva
- Gyártásvezető: Derzsi-Kovács Éva
- Szinkronrendező: Dezsőffy Rajz Katalin
- Produkciós vezető: Orosz Katalin

## Epizódok
| Évad | Évad | Epizódok | Eredeti sugárzás   | Eredeti sugárzás    | Magyar sugárzás    | Magyar sugárzás    |
| Évad | Évad | Epizódok | Évadpremier        | Évadfinálé          | Évadpremier        | Évadfinálé         |
| ---- | ---- | -------- | ------------------ | ------------------- | ------------------ | ------------------ |
|      | 1    | 21       | 2019. január 25.   | 2019. július 23.    | 2020. február 24.  | 2020. április 24.  |
|      | 2    | 21       | 2019. december 13. | 2020. augusztus 21. | 2020. november 16. | 2020. december 11. |
|      | 3    | 21       | 2021. március 19.  | 2021. november 26.  | 2021. november 1.  | 2021. november 29. |

## A sorozat készítése
A Disney Channel 2018. szeptember 6-án jelentette be a sorozatot. A sorozatot Mark Reisman készítette. A sorozat főszereplője Ruth Righi, Ian Reed Kesler, Christian J. Simon, Ava Kolker, Caroline Rhea, és Jackson Dollinger. A sorozatot a It's a Laugh Productions gyártja. A sorozat premierje 2019. január 25-én volt. 2019. május 23-án jelentették be, hogy megújíták egy második évadra. A második évad előtt berendelték a harmadik évadot.

## További információ
- Sydney és Max az Internet Movie Database-ben (angolul)
- Sydney és Max a Rotten Tomatoeson (angolul)
- Sydney és Max a Box Office Mojón (angolul)
- Sydney és Max a PORT.hu-n (magyarul)
- Tematikus Sydney to the Max wiki (angolul)